# Buckner & Garcia
Buckner & Garcia est un duo musical composé de Jerry Buckner et Gary Garcia. Leur nom de groupe a d'abord été "Animal Jack" puis "Willis The Guard & Vigorish".

## Membres du groupe
Pac-Man Fever (1981-1982)
- Jerry Buckner - chœurs, claviers
- Gary Garcia - chant, guitare
- Chris Bowman - guitare
- Larry McDonald - guitare basse
- Ginny Whitaker - batterie
- David "Cozy" Cole - batterie électronique (sur Pac-Man Fever)
- Rick Hinkle - guitare (sur Pac-Man Fever, Mousetrap et Goin' Berzerk)
- Steve Carlisle -  chœurs (sur Pac-Man Fever)
- Sharon Scott - chœurs (sur Pac-Man Fever)
- Mike Stewart - synthétiseur (sur Mousetrap et Goin' Berzerk)

1982-1999
- Jerry Buckner - chœurs, claviers
- Gary Garcia - chant, guitare
- Mike Stewart - guitare basse, claviers
- Chris Bowman - guitare
- Ginny Whitaker - batterie

1999-2011
- Jerry Buckner - chœurs, claviers
- Gary Garcia - chant, guitare
- Mike Stewart - guitare basse
- Danny Jones - batterie

Wreck-It, Wreck-It Ralph (2012)
- Jerry Buckner - chœurs, claviers
- Danny Jones - chant, batterie
- Chris Bowman - guitare
- Mike Stewart - guitare basse

## Albums et chansons

### Pac-Man Fever
1. Pac-Man Fever (Pac-Man)
2. Froggy's Lament (Frogger)
3. Ode to a Centipede (Centipede)
4. Do the Donkey Kong (Donkey Kong)
5. Hyperspace (Asteroids)
6. The Defender (Defender)
7. Mousetrap (Mouse Trap)
8. Goin' Berzerk (Berzerk)

### Now & Then
1. Do the Funky Broadway
2. Pogwild (Pog)
3. It's Allright
4. Hostage
5. E.T., I Love You
6. E.T., I Love You Karaoke
7. Pac Man  Fever Karaoke
8. Pac Man Fever Unplugged